# Bukov (Hořovičky)
Bukov (deutsch Muckhof) ist ein Ortsteil der Gemeinde Hořovičky in Tschechien. Er liegt sechs Kilometer nördlich von Jesenice und gehört zum Okres Rakovník.

## Geographie
Bukov befindet sich rechtsseitig des Baches Bukovský potok, eines kleinen Zuflusses zum Očihovecký potok, im Rakonitzer Hügelland.  Gegen Süden und Osten erstreckt sich der Naturpark Jesenicko. Nördlich erhebt sich der Běsenský vrch (402 m), im Nordosten der Pláň (425 m), östlich der Šmikouský vrch (438 m) und der Liščí vrch (436 m), im Südosten die Sklaky (492 m) und der Lovíč (520 m), südlich der Tobiášův vrch (507 m), westlich der Peklo (416 m), im Südwesten die Vlčí hora (498 m) sowie nordwestlich die Borečnice (407 m). Nördlich von Bukov verläuft die Straße I/6 / E 48 zwischen Prag und Karlsbad, westlich die I/27 zwischen Pilsen und Žatec; beide Fernstraßen kreuzen sich einen knappen Kilometer westlich von Bukov am Straßenkreuz Jesenická křižovatka.
Nachbarorte sind Strojetice und Běsno im Norden, Kolešov, Hořovičky  und Hokov im Nordosten, Šmikousy, Heřmanov, Keblany und Zderaz im Osten, Přílepy, Čížkov und Oráčov im Südosten, Hopfův Mlýn, Bedlno, Rudolfova Myslivna und Chotěšov im Süden, Poustka, Petrohrad und Bílenec im Südwesten, Černčice und Nový Mlýn im Westen sowie Samota, Kněžek, Kryry und Březnice im Nordwesten.

## Geschichte
Im Jahre 1449 ist der Vladike Jiří Žďárský von Žďár auf Velká Dobrá als Besitzer von Anteilen der Dörfer Bukov, Hořovičky, Drahouš und Černčice nachweislich. Da er keine Nachkommen hatte, vermachte er 1478 seinen Besitz an seinen Bruder Jan Žďárský von Žďár und seinen Neffen Ctibor.
Seit dem 16. Jahrhundert gehörte Mukow zu den Besitzungen der Grafen Kolowrat-Liebsteinsky auf Petersburg. Jaroslaw d. J. Kolowrat-Liebsteinsky auf Petersburg und Sossen verlor nach der Schlacht am Weißen Berg 1622 seine Güter, Petersburg wurde 1623 an Hermann Czernin von Chudenitz verkauft. Dieser errichtete 1639 das Große Czerninsche Familienfideikommiss, das aus den böhmischen Herrschaften und Gütern Petersburg, Gießhübel, Neudek, Schönhof, Sedschitz, Miltschowes, Winař, Welchow, Kost und Kosmanos sowie der schlesischen Herrschaft Schmiedeberg bestand. Im Jahre 1644 wurde er zum Reichsgrafen erhoben. Die Reichsgrafen Czernin von und zu Chudenitz hielten den Besitz ohne Unterbrechungen. Zu den Grundherren von Mukhof gehörten u. a. Johann Rudolf Czernin von und zu Chudenitz und ab 1845 dessen Sohn Eugen Karl Czernin von und zu Chudenitz.
Im Jahre 1846 bestand  Mukhof bzw. Muhow/ Mukow aus 13 Häusern mit 74 deutschsprachigen Einwohnern. Pfarrort war Jechnitz. Bis zur Mitte des 19. Jahrhunderts blieb Mukhof zur Fideikommiss-Herrschaft Petersburg untertänig.
Nach der Aufhebung der Patrimonialherrschaften bildete Muckhof / Bukov ab 1850 eine Gemeinde im Bezirk Saaz und Gerichtsbezirk Jechnitz. 1868 wurde Muckhof dem Bezirk Podersam zugeordnet. Im Jahre 1930 lebten in Muckhof 134 Personen. Nach dem Münchner Abkommen wurde die Gemeinde 1938 dem Deutschen Reich zugeschlagen und gehörte bis 1945 zum Landkreis Podersam. 1939 hatte die Gemeinde 137 Einwohner. Nach dem Ende des Zweiten Weltkrieges kam Bukov zur Tschechoslowakei zurück und die deutschsprachigen Einwohner wurden vertrieben. Der Okres Podbořany wurde 1960 aufgehoben, seitdem gehört Bukov zum Okres Rakovník. 1961 wurde Bukov nach Kolešov eingemeindet. Seit dem 1. Jänner 1980 ist Bukov ein Ortsteil von Hořovičky. Im Jahre 1991 hatte das Dorf 29 Einwohner, beim Zensus von 2001 lebten in den 15 Wohnhäusern von Bukov 40 Personen.
Bukov ist ein traditionelles Hopfenanbaugebiet und wird von zahlreichen Hopfenfeldern umgeben.

## Ortsgliederung
Der Ortsteil Bukov bildet zugleich den Katastralbezirk Bukov u Hořoviček.

## Sehenswürdigkeiten
- Kapelle
- Burgruine Šprymberk (Springenberg), südwestlich des Dorfes

## Söhne und Töchter des Ortes
- Justin Leicht (1913–1996), deutscher Politiker